# Sugar season vol.4 〜冬恋〜
「Sugar season vol.4 〜冬恋〜」（シュガー・シーズン・ヴォリューム・フォー ふゆこい）は、佐藤ひろ美（佐藤裕美名義）の通算16枚目のシングル。2005年12月21日にアリアエンターテインメントから発売された。

## 概要
佐藤のシングルとしては前作「Sugar season vol.3 〜秋月〜」以来、約1か月半ぶりのリリースとなる。
四季をテーマに4枚のシングル連続リリース『Sugar season』シリーズ第4弾にして最終作。

## 批評
CDジャーナルは、「冬恋」を「雪の中を滑るような林原めぐみ風の爽快ナンバー」、「Always」を「ジュディマリ風のお茶目な歌唱でのラブ・バラード」、「永遠に」を「制作陣のコーラスが楽しげなパーティ・チューン」、シングル全体を「本人プロデュースで冬の見せ場を余すことなく収録した力作」と批評した。

## シングル収録内容
| #         | タイトル                   | 作詞・作曲 | 編曲      | 時間  |
| --------- | -------------------------- | ---------- | --------- | ----- |
| 1.        | 「冬恋」                   | 佐藤裕美   | 菊田大介  | 4:00  |
| 2.        | 「Always」                 | 佐藤裕美   | 藤間仁    | 5:33  |
| 3.        | 「永遠に」                 | 上松範康   | 上松範康  | 2:08  |
| 4.        | 「秋月」(Off vocal ver.)   |            |           | 3:59  |
| 5.        | 「Always」(Off vocal ver.) |            |           | 5:33  |
| 6.        | 「永遠に」(Off vocal ver.) |            |           | 2:04  |
| 合計時間: | 合計時間:                  | 合計時間:  | 合計時間: | 23:17 |